# Harbin Y-12
Harbin Y-12 — двухмоторный турбовинтовой самолёт, изготавливаемый китайской компанией Harbin Aircraft Manufacturing Corporation (HAMC).

## Создание
Y-12 начал разрабатываться как развитие фюзеляжа Y-11. Конструкция отличалась множеством усовершенствований, включая перепроектированное крыло с секцией пониженного сопротивления, фюзеляж больших размеров и большее использование клееных соединений по сравнению с клёпаными.
План разработки нового самолёта был утверждён в 1979 году, конструкторские работы начались в 1980 году, а производство и сборка первых трёх прототипов — в 1981. Первый удачный полет Y-12 сделал в 1982 году.
Конструкция самолёта отвечала основной поставленной задаче — создание лёгкого самолёта. Он предназначался для перевозки грузов и пассажиров на вспомогательных маршрутах. Дополнительные поставленные задачи - геологическая съёмка, лесное патрулирование и лесопосадки, сельскохозяйственное распыление, сброс грузов и парашютистов.
Первый прототип, модификация (I), взлетел 14 июля 1982 года. Всего было построено лишь три самолёта версии (I). На модификации (II) были установлены более мощные двигатели и убраны предкрылки. Первый полёт второй модификации состоялся 16 августа 1984 года, а в декабре следующего года самолёт получил сертификат лётной годности КНР. Силовая установка состоит из двух турбовинтовых двигателей Pratt & Whitney Canada PT6A-27 с воздушными винтами фирмы Hartzell. Максимальная полезная нагрузка Y-12 составляет 1 700 кг с местами для 17 пассажиров и экипажа из двух человек. Самолёт используется как лёгкий транспортный и пассажирский МВЛ.

## Характеристики
По данным Brassey's World Aircraft & Systems Directory 1999/2000

### Основные характеристики
- Экипаж: 2
- Вместимость: 17 пассажиров
- Длина: 18,86 м
- Размах крыла: 17,24 м
- Высота: 5,68 м
- Площадь крыла: 34,27 м²
- Профиль крыла: Airfoil: LS(1)-0417
- Снаряжённая масса: 2 840 кг
- Максимальная взлётная масса: 5 300 кг
- Двигатели: 2 x Pratt & Whitney Canada PT6A-27 турбовинтовые, 462 kW (620 л. с.) каждый

### Лётно-технические характеристики
- Максимальная скорость: 328 км/ч на 3 000 м
- Крейсерская скорость: 250 км/ч на 3 000 м
- Дальность: 1 340 км
- Практический потолок: 7000 м
- Скороподъёмность: 8,1 м/с

## Эксплуатанты

### Военные
По данным 2009 World Military Aircraft Inventory (26.1.2009) и других источников.
- Гайана — Силы обороны Гайаны
- ВВС Замбии — 14 (4 Y-12(II); 5 Y-12(IV); 5 Y-12E) в строю по состоянию на 2018 год[5]
- Иран — Военно-воздушные силы Исламской Республики Иран (8)
- Камбоджа — Королевские ВВС Камбоджи (2)
- Кения — ВВС Кении (11)
- Китай — Военно-воздушные силы Китайской Народной Республики (2)
- Мавритания — ВВС Мавритании
- Монголия — Вооружённые силы Монголии (более не используется)
- Мьянма — ВВС Мьянмы
- Намибия — ВВС Намибии (2)
- Пакистан — Военно-воздушные силы Пакистана (2)
- Парагвай — Военно-воздушные силы Парагвая
- Перу — ВВС Перу (5), Национальная полиция Перу (2)
- Танзания — ВВС Танзании (2)
- Уганда — ВВС Уганды
- Шри-Ланка — Военно-воздушные силы Шри-Ланки (7)
- Эритрея — Военно-воздушные силы Эритреи (3)
- Эфиопия — Военно-воздушные силы Эфиопии (2 шт., по состоянию на 2011 год)[6]

### Правительственные
- Китай — Морской Надзор Китая

### Гражданские
- Бангладеш — Aero Bengal
- Китай — Чайна флайинг дрэгон эвиэйшн
Авиация общего назначения Чайна Хэйлунцзян
Авиация общего назначения Дунхуа
Авиация общего назначения Цзяннань
Авиация общего назначения Ордос лимитед
Авиация общего назначения Шуанъян
Авиация общего назначения Синьцзян
Юньнань эйрлайнс
Авиация общего назначения Чжун Фэй
- Фиджи — Air Fiji
- Индонезия — en:Sabang Merauke Raya Air Charter (SMAC)
en:Dirgantara Air Service (DAS)
- Кирибати — Air Kiribati
- Демократическая Республика Конго — LAC
- Лаос — Lao Airlines
Lao Aviation
- Малайзия — Berjaya Air
- Монголия — MIAT Mongolian Airlines — более не используется
- Непал — Flight Care Aviation
- Тонга — Airlines Tonga
- Уганда — Uganda Air Cargo (2)
- Вануату — Air Vanuatu
- Венесуэла

## Катастрофы и происшествия
На 17 мая 2020 года по неофициальным зарубежным данным в различных лётных происшествиях было потеряно 24 самолёта. В катастрофах погибло 112 человек.
| Дата       | Бортовой номер | Место катастрофы              | Жертвы      | Краткое описание                                                                                                   |
| ---------- | -------------- | ----------------------------- | ----------- | --- |
| 26.09.1992 | 9N-ACI         | Лукла                         | 0/14        | Разбился на взлёте.                                                                                                |
| 05.12.1992 | D-0066         | Чойбалсан                     | н. д./н. д. | Крушение на взлёте.                                                                                                |
| 14.05.1993 | 334/OB-1499    | Аталайя                       | 0/н. д.     | При посадке выкатился за пределы ВПП.                                                                              |
| 08.11.1993 | 9N-ACS         | Джомсом                       | 0/19        | При посадке выкатился за пределы ВПП и упал в реку.                                                                |
| 13.12.1993 | RDPL-34117     | Пхонсаван                     | 18/18       | При заходе на посадку в туман зацепил деревья врезался в землю и загорелся.                                        |
| 02.02.1995 | 9M-TAE         | Куала-Лумпур                  | 0/19        | Во время руления произошёл отказ тормозов. Столкнулся возле терминала с Dornier Do-228                             |
| 04.03.1995 | PNP-224        | Бон-Жезус                     | 0/8         | Во время посадки сошёл с полосы.                                                                                   |
| 04.04.1995 | 333/OB-1498    | около Икитос                  | 3/3         | Упал сразу после взлёта.                                                                                           |
| 21.06.1996 | B-3822         | Шанхай                        | 2/12        | Врезался в гору при заходе на посадку.                                                                             |
| 20.01.1997 | CR851          | Джафна                        | 4/4         | Упал в море. |
| 06.03.1997 | CR856          | около Военная база Вавунативу | 0/н. д.     | Уничтожен ракетным ударом.                                                                                         |
| 10.06.1997 | JU-1020        | Мандалгоби                    | 7/12        | Рухнул из-за попадания в зону сильного сдвига ветра при взлёте.                                                    |
| 26.05.1998 | JU-1017        | около Эрденет                 | 28/28       | Взлетел с перегрузом (26 пассажиров, хотя самолёт рассчитан на 19), через 13 минут полёта врезался в вершину горы. |
| 19.06.1999 | B-3886         | в провинции Синьцзян          | н. д./н. д. | Врезался в провода ЛЭП во время опыления полей.                                                                    |
| 20.10.2000 | RDPL-34130     | 12 км от Самныа               | 8/17        | Разбился в горах в сложных метеоусловиях.                                                                          |
| 14.02.2002 | RDPL-34118     | Самныа                        | 0/15        | При взлёте во время отрыва из-за порыва ветра рухнул на ВПП и разрушился.                                          |
| 18.05.2005 | AF-216         | Монгу                         | 13/13       | Разбился сразу после взлёта.                                                                                       |
| 10.04.2006 | 132            | около Марсабит                | 14/17       | В облаках врезался в гору.                                                                                         |
| 15.06.2008 | B-3841         | около Чифэн                   | 3/4         | Врезался в небольшой холм при проведении разведывания алюминиевых месторождений.                                   |
| 16.01.2010 | AF-215         | Mukinge Airport               | 0/н. д.     | При посадке выкатился за пределы ВПП.                                                                              |
| 12.07.2012 | 5T-MA          | около Нуакшота                | 7/7         | Борт Военно-воздушных сил Мавритании упал вскоре после взлёта.                                                     |
| 16.05.2013 | B-3801         | около аэропорта Таосянь       | 0/3         | Потерпел аварию при взлёте.                                                                                        |
| 12.05.2014 | KAF124         | Эль-Вак                       | 1/12        | Разбился при взлёте.                                                                                               |
| 26.08.2018 | HK-5036        | Sierra de Chiribiquete        | 0/20        | Повреждён после попадания в сильную турбулентность.                                                                |
| 03.01.2020 | SCL-857        | Бадулла                       | 4/4         | Разбился в гористой местности.                                                                                     |
| 12.01.2021 | н.д.           | Вои                           | 4/4         | Разбился в холмистой местности.                                                                                    |